# دانيال قالبرايث
دانيال قالبرايث هو سياسي كندي، ولد في 1 فبراير 1813 في غلاسكو في المملكة المتحدة، وتوفي في 17 ديسمبر 1879 في كندا. حزبياً، نشط في الحزب الليبرالي الكندي. وقد انتخب عضو برلمان مقاطعة أونتاريو وانتخب عضو مجلس العموم الكندي.